# Aurielle
Pour l’article ayant un titre homophone, voir Oriel.
 (avril 2021).
Si vous disposez d'ouvrages ou d'articles de référence ou si vous connaissez des sites web de qualité traitant du thème abordé ici, merci de compléter l'article en donnant les références utiles à sa vérifiabilité et en les liant à la section « Notes et références ».
Aurielle est un prénom féminin.

## Sens et origine du nom
- Nom d'origine latine qui signifie en or puisque la racine du prénom est aureus, qui signifie doré.
- Nom d'origine grecque qui signifie : la joie, l'allégresse[réf. nécessaire]